# 재도입
재도입은 해당 생물종을 종의 생존을 위해 다른 서식지로 이주시키 방사하거나 포획 사육을 하는 것을 말한다. 이것을 (개체군) "재건(re-establishment)"이라고도 불리지만 이것은 재도입이 성공적으로 이루어졌을 때 하는 말이다.
주로 멸종위기종이나 멸종위급종을 사라진 지역에 방사하거나 자생지에서만 멸종한 종을 역사적 서식지에 다시 방사하는데 있다.

## 배경
재도입과 이입의 사례가 날로 증가함에 따라 IUCN/SSC 종보전위원회 내에 재도입전문가그룹을 결성하게 되었다. 본 그룹의 가장 시급한 임무는 IUCN의 다른 위원회와 협의하여 IUCN이 1987년도에 작성한 생물체 이입에 관한 입장성명을 개정하는 것이었다. 생물다양성 보전과 자연자원의 지속 가능한 관리와 관련된 IUCN의 보다 넓은 정책의 흐름속에서 본 지침이 일관성 있게 시행되는 것이 중요하다. 환경 보전 및 관리에 관한 IUCN과 다른 보전주체들의 기본 철학은 “지구를 돌봄 (Caring for the Earth)”이나 “지구 생물다양성 전략(Global Biodiversity Strategy)” 같은 주요 문서에 언급되어 있는데, 이들 문서는 지속 가능한 자연자원의 보전에 지역사회가 참여하고 관여하여야 할 필요성, 인간 삶의 질의 전반적인 향상, 생태계 보전 및 필요한 경우 생태계 복원의 당위성을 포함하는 광범위한 주제를 다루고 있다. 한 생물종을 재도입하는 일은 일반적으로 단지 잃어버린 한 종만을 회복하려는 복원(restoration)의 특수한 한 예이다.

## 생존기술과 그 교육
이것은 자연 서식처를 복구해서 회복하더라도 자생지에서만 멸종한 종이 가장 힘들다. 유전적인 인자는 동물원이나 보획 사육 프로그램을 통해 보존을 할 수 있지만 자연의 구성 요소학 점에서 보면 그렇지 않기 때문이다.
파충류, 양서류는 태어나고 나서 누가 가르쳐 주지 않아도 생존기술을 터득하고 먹이도 구하지만 포유류나 조류의 경우에는 이러한 과정이 반드시 있어야 한다. 포유류나 조류는 누군가가 가르쳐야 터득을 할 수 있다. 이런 측면에서 멸종위기종이나 멸종위급종의 경우에는 야생에서 생존하는 개체군이 있으면 환경에 적응을 시키고 질병 여부를 검사하고 방사하면 되지만 사육되거나 사육상태에서 태어난 개체의 경우에는 그렇지가 않다. 한국의 지리산 반달곰의 경우가 그러하다.
이들이 야생에서 생존하는 데 필요한 정보를 얻을 수 있는 기회를 가질 수 있도록 사육환경 속에서도 훈련을 시켜야 한다. 사육 번식된
개체의 생존확률은 야생 개체의 생존확률에 근접해야 한다. 잠재적으로 위험한 사육동물(대형 육식동물이나 영장류와 같은)은 사육 과정 중 사람 곁에서 익숙해지지 않도록 주의를 기울여야 한다. 사람에게 익숙해진 동물은 지역주민이나 가축에게 해를 입힐 수 있는 잠재적 위험성이 있다.

## 국제 자연 보호 연맹재도입 전문가 협회
재도입 전문가 협회는 특정한 과에 대한 전문가 협회(예: 고양이과 전문가 협회, 개과 전문가 협회 등)와 달리 재도입 대상이 되는 특정종에 관한 정보뿐만 아니라 그곳 자연 환경과 그 생태계와 연관이 있는 종에 대한 폭넓은 자료가 필요하기 때문에 특정한 종에 대한 전문가 협회보다 필요한 지식의 범위가 더 광범위하고 포괄적이다.

## 대한민국에서 계획구상 중이나 아직 실행되지 않은 재도입 계획
- 아무르표범
- 시베리아호랑이
- 늑대
- 철갑상어

## 대한민국에서 어느정도 진행 단계가 나간 복원
- 반달가슴곰 (진행 중)
- 황새 (진행 중)
- 한국여우 (진행 중)

## 다른 국가의 구상중인 재도입 계획
인도 마디아프라데시에 있는 쿠노 야생동물 보호구역의 아시아사자 - 아시아사자의 두 번째 서식처를 마련하기 위한 프로젝트이다.

## 다른 국가의 성공하거나 진행 중인 계획
- 미국 와이오밍의 회색늑대 (성공)
- 몽골의 프셰발스키말(진행 중)
- 알프스의 수염수리(성공)
- 폴란드와 벨로루시의 유럽들소(성공), 유럽의 다른지역(진행 중)
- 아일랜드의 검독수리
- 미국의 캘리포니아 콘도르(성공), 멕시코(진행 중)
- 알래스카의 사향소(성공)
- 일본의 유라시아 수달

## 같이 보기
- 분류:생태학 실험
- 야생생물보전